# Giommaria Uggias
Giommaria Uggias (Villanova Monteleone, 29 marzo 1961) è un politico e avvocato italiano eletto al Parlamento europeo nelle file dell'Italia dei Valori e già sindaco di Olbia dal 1995 al 1997.

## Biografia
Originario di Villanova Monteleone, si è laureato in Giurisprudenza all'Università di Sassari e svolge la professione di avvocato.

### Attività professionale
Dal 2007 è legale del fotografo Antonello Zappadu, vittima nel 2009 dell'esposto presentato dal presidente del Consiglio Silvio Berlusconi in riferimento alle foto scattate a Villa Certosa e pubblicate su El País, attraverso Niccolò Ghedini, avvocato di Berlusconi, e deputato del Popolo delle Libertà. Lo stesso ne ha criticato l'incarico in quanto "c'è una doppia veste - avvocato e parlamentare - che non si dovrebbe confondere" mentre Uggias ha replicato che "più che accusare me, sembra che stia parlando proprio di se stesso".

### Attività politica
È stato consigliere comunale e sindaco di Olbia (dal 1995 al 1997), nel 2000 consigliere provinciale nella Provincia di Sassari, infine consigliere regionale, eletto con La Margherita, dal 2005 al 2009.
Ha aderito all'Italia dei Valori, candidandosi successivamente alle elezioni europee del 2009, dove è stato eletto a rappresentare i cittadini al Parlamento europeo, unico sardo nella V Circoscrizione isole. Al Parlamento europeo è membro della commissione per i Trasporti e il Turismo (TRAN), della commissione per lo Sviluppo Regionale (REGI). Dall'inizio del suo mandato ha fatto parte della Commissione per l'ambiente, la sanità pubblica e la sicurezza alimentare (ENVI), e della Commissione speciale per le sfide di bilancio (SURE).
Ricandidato con IdV alle europee del maggio 2014, non è rieletto.